# خداش مبذول
خَدَّاش مبذول (الاسم العلمي: Pinicola enucleator)، هو عضو كبير في جنس الخَدَّاش فصيلة الشرشوريات.عُثر عليه في الغابات الصنوبرية في جميع أنحاء ألاسكا والجبال الغربية للولايات المتحدة وكندا وفي فينوسكانديا شبه القطبية وسيبيريا. رأسه كبير الجرم. منقاره مخروطي ضليع وقصير. ثوبه إلى الحمرة الخمرية يعلوها تبقيج أسود وأبيض. يألف الغابات ويعيش ذكرًا وأنثى حتى زمان الارتحال حيث يجتمع إلى أسراب كبيرة تقطع البلاد سعيًا وراء المنتجع والرزق في المناطق الحارة. يُدَثّن عُشَّه في الأشجار الرفيعة. الأنثى تضع من ٤ إلى ٦ بيضات تحضنها بمناوبة الذكر من ١٣ إلى ١٤ يومًا.

## معرض صور

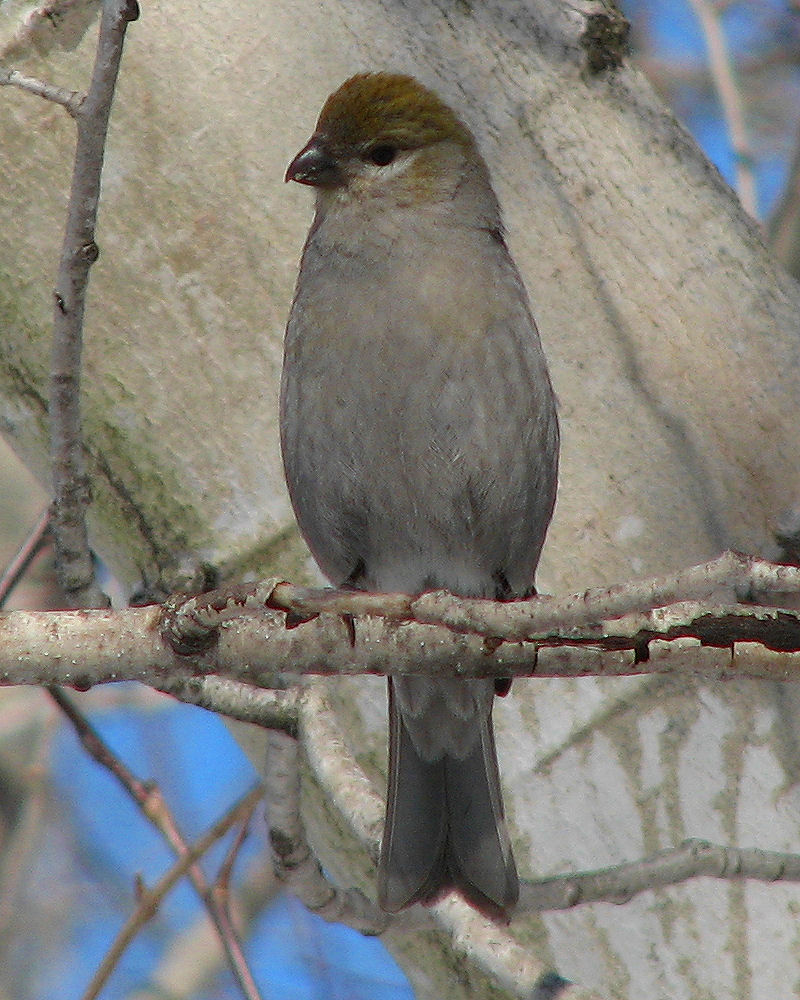
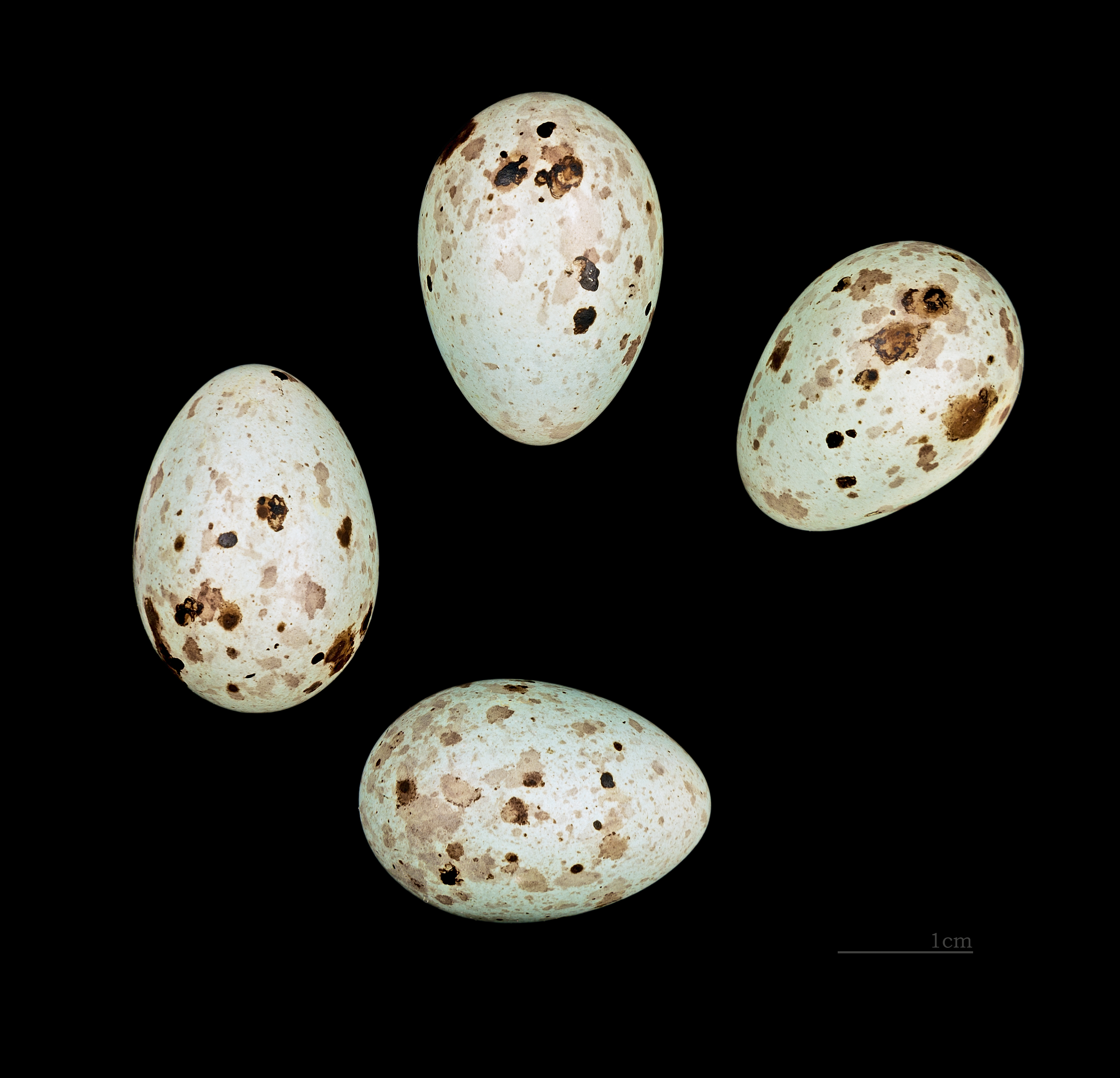
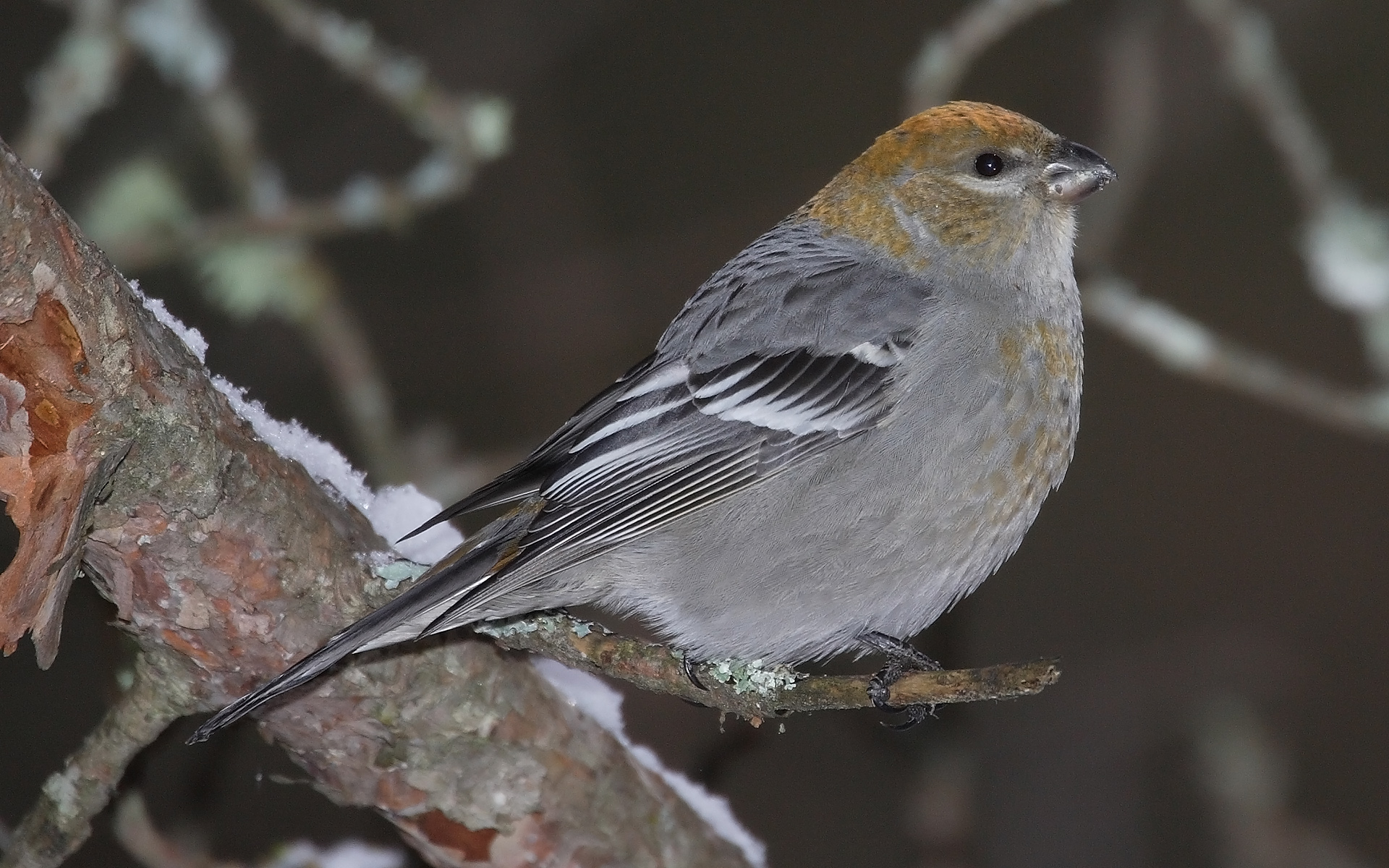
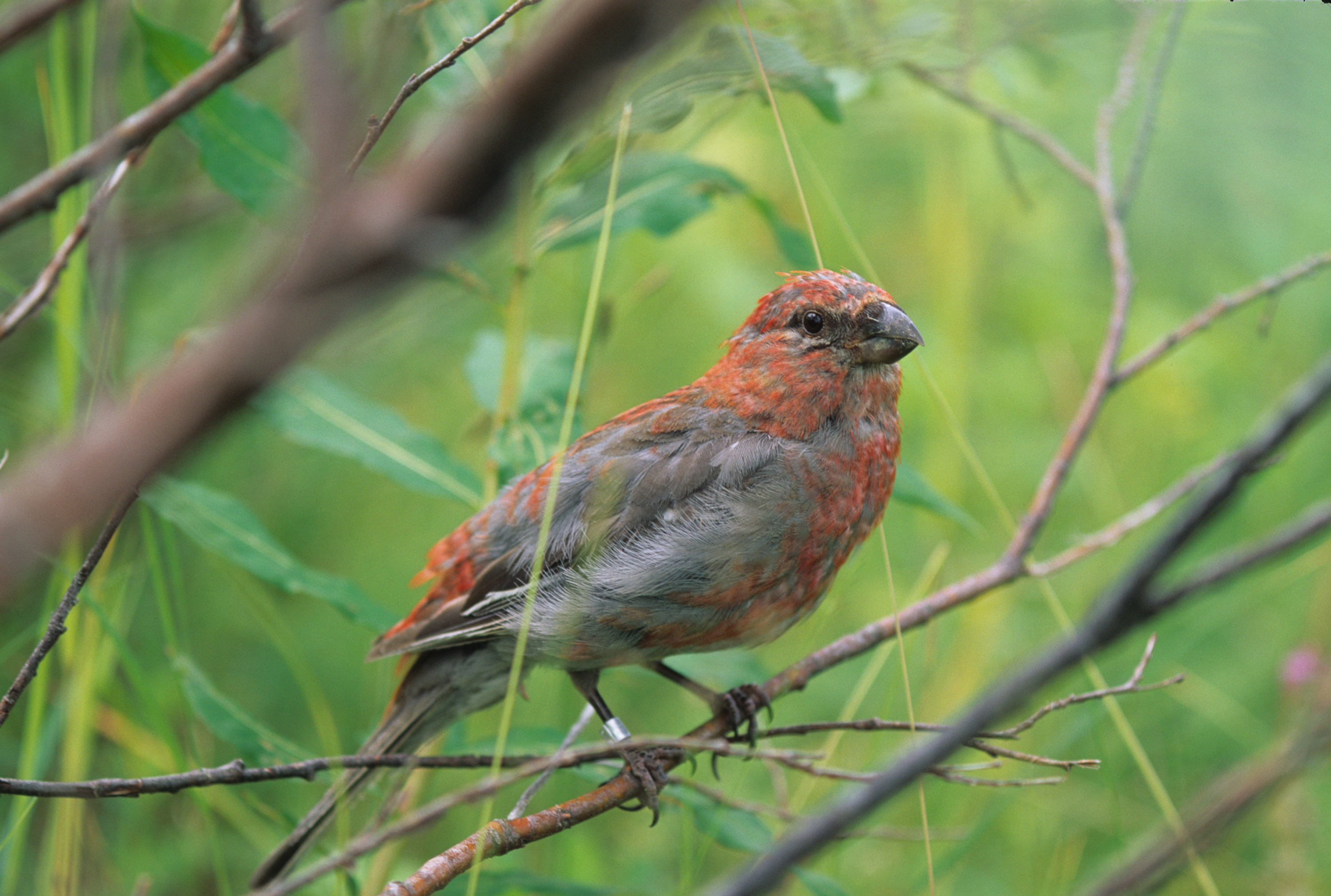